# ميخائيل جوزيف بولغر
ميخائيل جوزيف بولغر (بالإنجليزية: Michael Joseph Bulger)‏ هو لاعب اتحاد الرغبي أيرلندي، ولد في 15 مايو 1867 في Kilrush ‏ في جمهورية أيرلندا، وتوفي في 20 يوليو 1938.